# Site archéologique du dolmen de Villaine
Le site du dolmen de Villaine est un site archéologique localisé dans la commune de Sublaines, dans le département d'Indre-et-Loire.
Le site de Villaine a été utilisé à partir du « Néolithique récent 2 » (entre 3 350 et 3 000 ans av. J.-C.), puis de l'âge du bronze et enfin durant l'époque mérovingienne.
Le site archéologique, à caractère funéraire, comporte notamment un dolmen et une nécropole. Le mégalithe a été retrouvé à la fin du XIXe siècle, tandis que la nécropole, fondé à l'époque mérovingienne, a été découverte, puis fouillée, entre 1964 et 1966. 

## Contexte géographique et archéologique

### Contexte géographique
| - OpenStreetMap Emplacement du site archéologique au sein de la commune de Sublaines (indiqué ici, au centre de la carte, par un point orangé). |

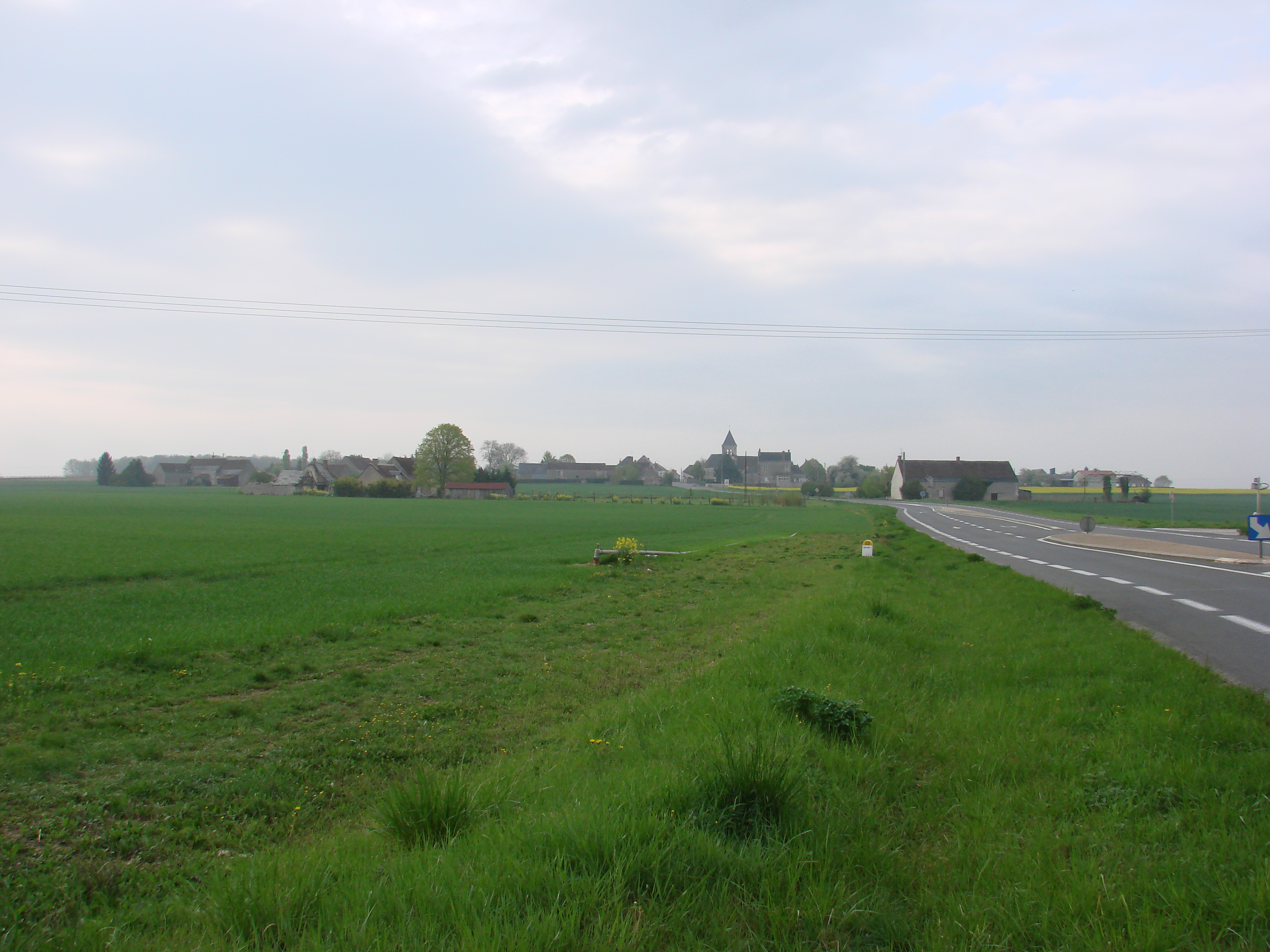
Vue d'ensemble de Sublaines.

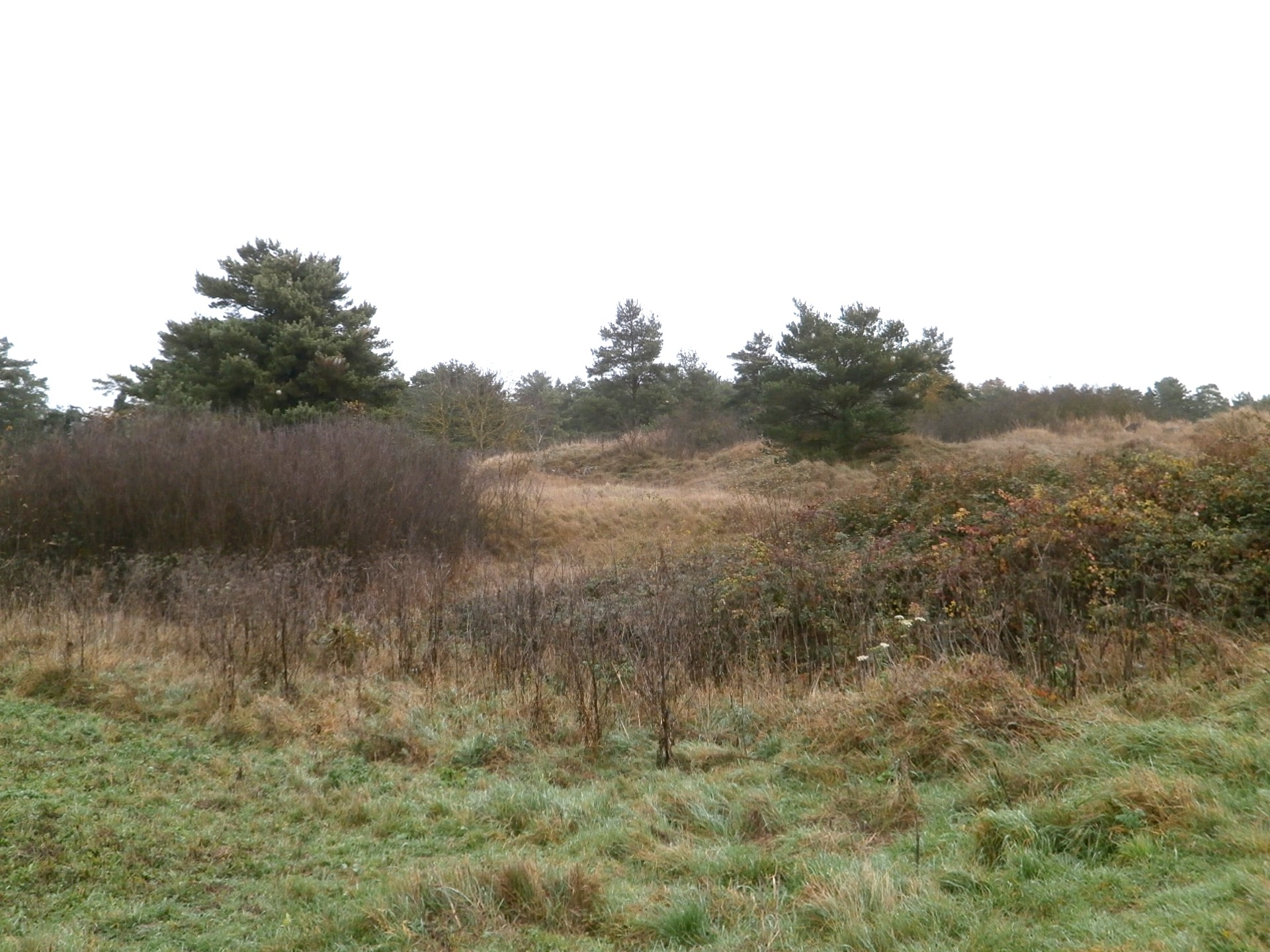
Lande du bois du Pas de Saint-Martin.

Le site archéologique trouve son emplacement à Sublaines, une commune située dans l'arrondissement de Loches, dans le département d'Indre-et-Loire, en région Centre-Val de Loire. « Les Petits Prés », le lieu-dit au sein duquel le site est établi, est distant de 450 m du village de Villaine en direction du sud-ouest et se place à 1,7 km du centre-bourg communal — à partir du clocher de l'église Saint-Martin — en axe nord-nord-est,. Disposé en limite nord des « Petits Prés », se trouve le « bois du Pas de Saint-Martin ».
Le complexe funéraire, comme l'ensemble de la commune, s'inscrit au cœur de la région naturelle de la Champeigne tourangelle. Il s'élève sur un plateau se développant entre les vallées du Cher et de l'Indre et dont les roches sont constituées de calcaires lacustres formées au cours de l'Éocène. Le substratum est recouvert par une couche superficielle composée de terre arable et mesurant entre 30 et 50 cm d'épaisseur. Par endroits, cette couche de terre laisse place à roches affleurantes au relief bombé. Des terrains non cultivés, de type lande s'étendent principalement dans les parties ouest et nord-ouest de l'aire de fouilles.
La zone d'investigations archéologiques s'avère être très peu irriguée. En effet, le point d'eau le plus du site, source qui approvisionne un rû, est distant de 500 m en direction de l'ouest et les cours d'eau les moins éloignés se trouve être des ruisseaux tributaires du Vaugerin, un ruisseau affluent du Cher et évoluant sur une longueur de 7,5 km.

### Environnement archéologique
Pour Gérard Cordier, le territoire de Sublaines s'avère être un « secteur clef de la préhistoire régionale ». Le contexte archéologique du site, dont il est possible d'en cartographier l'ensemble sous la forme d'un cercle d'environ 5 km, est relativement dense et abondant de vestiges mégalithiques et dépositions et structures funéraires. Ce périmètre, dont le complexe s'inscrit dans la partie nord-ouest, comporte 24 autres sites archéologiques inventoriés au début des années 1970, dont 5 dolmens — La Pierre de Saint-Martin à Luzillé, la Pierre Levée d'Athée-sur-Cher, le dolmen des Hubaudières, le dolmen de Bellevue et le dolmen d'Hys, au Le Liège — ; 4 menhirs ; deux polissoirs fixes et deux polissoirs mobiles ; deux tumuli d'époque hallstattienne, dont un à incinération et le second à char ; un puits destiné aux dépôts d'offrandes ; et enfin deux dépôts datés de l'âge du bronze, ; et un mégalithe affectant la forme d'un anneau-disque. Certains de ces vestiges, tels que les dolmens des Hubaudières et de Bellevue, ont disparu.
À ces vestiges pré- et protohistoriques s'ajoute une enceinte construite au cours du Néolithique, une structure mise en évidence en 2005, au lieu-dit « Le Grand Ormeau », grâce à des fouilles préventives exécutées avant l'aménagement d'un nouveau tronçon de l'A85. L'enceinte, dont le plan au sol affecte la forme d'un cercle ou d'une ellipse, se déploie sur une longueur de 620 m et ses traces sont concrétisées par la présence de deux rangées de 620 trous de poteaux irrégulièrement parallèles associées à un gisement de céramiques.

## Historique

### Utilisation du site
Le site du dolmen de Villaine est utilisé dès le Néolithique récent, phase II, soit entre environ 3 350 et 3 000 ans av. J.-C.,. Cette chronologie est attestée grâce au mobilier mis en évidence au sein de la chambre funéraire du dolmen,. La tradition funéraire du site se perpétue jusqu'à l'âge du bronze moyen, vers 1 600 - 1 700 ans av. J.-C.,.
La structure mégalithique était encore largement observable à l'époque mérovingienne. La table du site funéraire, entourée d'un péristalithe devait être entièrement visible. La population locale, durant cette période, a très probablement aménagé leur nécropole de manière que les tombes soient orientées en direction des quadrants de l'est. L'espace chronologique existant entre les dépôts de l'âge du bronze et les tombes d'époque mérovingienne ne peut corroborer une continuité d'utilisation du site de Villaine, puisque près de 2 000 ans séparent ces deux périodes. Pour Gérard Cordier, le site de Villaine est « un des cas les plus évidents de survivance ou de résurgence des rites litholâtriques » — autrement dit, de cultes des pierres. D'autres cas de ce type de culte (ou « christianisation de mégalithes ») sont attestés à proximité du site de Villaine : la pierre de Saint-Martin, polissoir fixe érigé sur la commune de Luzillé et située à 5 km en axe sud-est ; et la « Pierre du Pas de la Mule (ou du Cheval) de Saint-Martin », localisée à Sublaines, à 700 m en axe nord-ouest,.

### Découvertes et fouilles
Le dolmen de Villaine est découvert puis décrit par Louis Bousrez en 1894. L'année suivante, Bousrez reprenant sa description du mégalithe, mais de manière plus synthétique, le répertorie dans la catégorie des « cryptes ».

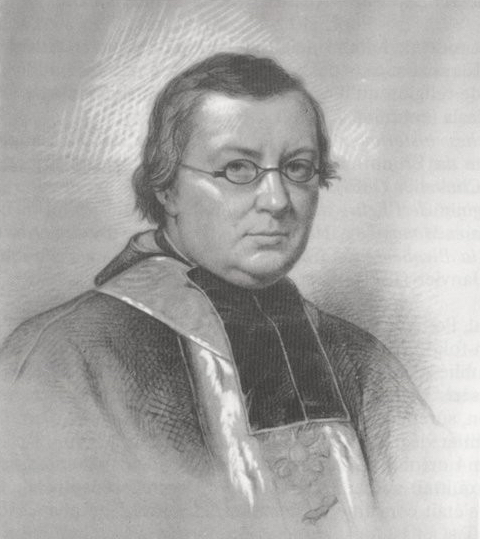
Jean-Jacques Bourassé, fouilleur du site de Villaine.

En 1907, le mégalithe fait l'objet d'une destruction partielle par le propriétaire de la parcelle. La table du dolmen, fracturé à la dynamite, est dispersée aux alentours. L'événement est rapporté par le Dr Louis Dubreuil-Chambardel en 1910.
En 1910, le site mégalithique est signalé et documenté par Jean-Jacques Bourassé le Dictionnaire archéologique de la Gaule. Des investigations archéologiques sommaires y ont été exécutées par l'archéologue. 
En 1947, le site de Villaine est à nouveau soumis à d'importants dégâts.
En 1962, les deux tumuli hallstattiens de Sublaines, antérieurement prospectés font l'objet d'une campagne d'investigations approfondies.
En 1964, un résident de Sublaines indique au fouilleurs des tumuli du 1er âge du fer, conduite par G. Cordier, la présence de deux « grosses pierres » sur sa parcelle. D'après les renseignements donnés par M. Flabault, le propriétaire du terrain, au-dessous de ces pierres, cassées, se trouvent des ossements. En outre, les indications fournies par le propriétaire correspondent aux descriptions de la structure mégalithique effectuées par Bousrez, Bourassé et Dubreuil-Chambardel. 
À l'époque, les investigations du site de Villaine devaient commencer avec un sondage (« ou petite fouille ») s'étalant sur un peu plus d'une semaine afin de collecter les restes du mobilier archéologique. Toutefois les travaux de recherches sur le site s'échelonnent sur une période de trois ans pour se finir à la fin de l'année 1966,. La zone explorée, qui s'étend sur une surface de 700 m2, délivre alors les vestiges d'une nécropole fondée au cours du Néolithique, puis utilisée à l'âge du bronze. Sur les trois années, les fouilles pratiquées sur le cimetière pré- et protohistorique permettent également de révéler l'existence d'une nécropole d'époque mérovingienne comprenant environ 200 tombes.
Durant la première année, en parallèle des travaux de fouilles du dolmen, l'équipe d'archéologues mettent en évidence huit sépultures disposées au sud-est et à l'est du mégalithe. Au cours de la deuxième année de campagne, en 1965, les fouilleurs exhument de la 15e tombe ayant été excavée une bague mérovingienne datée des VIe – VIIe siècle,,,. Cet élément de mobilier funéraire leur permettent dès lors de dater le cimetière. La découverte d'une fibule ansée, attribuable à la même époque que la bague et associée, à un fragment d'os crânien au sein de la sépulture no 17 engagèrent les chercheurs, jusqu'à la fin de l'année 1965 et durant toute l'année 1966, à sonder et excaver la totalité des zones entourant le dolmen.  
Une vingtaine de fouilleurs participèrent à la campagne de fouilles et des reconnaissances aériennes ont été menées par le commandant de gendarmerie locale. Les gisements funéraires ont été confiés à la faculté des Sciences de Bordeaux. Conservés dans les collections de l'institut bordelais, les pièces sont soumises à des analyses. Les restes composant l'assemblage faunique sont, quant à eux, transmis au laboratoire d'ethnozoologie de l'unité de chercheurs du CNRS travaillant avec le musée d'Avallon.
Après les opérations entreprises entre 1964 et 1966, en raison d'un manque de subventions, les vestiges du mégalithe ont été enfouis et la zone de fouilles, après avoir été nivelée, a pu être à nouveau cultivée.

## Dolmen

### Architecture et description

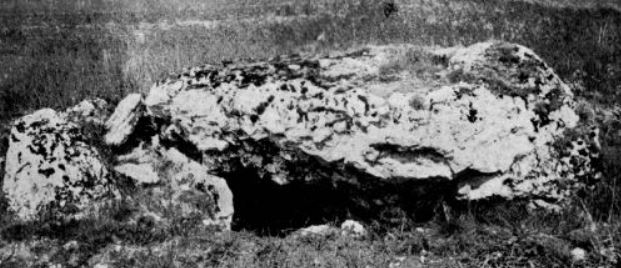
Gros plan sur le mégalithe. État de la structure en 1894.

La toute première description du dolmen de Villaine, avant le dynamitage de 1907, est donnée comme suit par Louis Bousrez : 

« [...] c'est peut-être plutôt une crypte qu'un dolmen. La table est presque au niveau du sol, elle est supportée d'un côté par une pierre dont les dimensions ne peuvent être définies parce qu'elle est presque enterrée ; de l'autre côté, la table semble posée sur le sol même. Une excavation très petite, où l'on a peine à se glisser existe dessous. Ce dolmen a été fouillé, peut-être pas complètement, peut-être a-t-il été comblé en partie. On comprend qu'il est difficile d'obtenir des renseignements précis à ce sujet et que le mieux est de ne pas exciter la curiosité du voisinage. [...] La table a 3 m de diamètre et est presque ronde. Le dessus n'a que 80 cm d'élévation au-dessus du sol, quelques grosses pierres se voient dans les environs. »

— Louis Bousrez, 1894, Les monuments mégalithiques de la Touraine, étude générale, inventaire et description 1894, p. 46.
La structure préhistorique se présente tel un « ossuaire semi-mégalithique », et, de ce fait, Gérard Cordier estime qu'il ne s'agit pas d'un « véritable dolmen »,. La chambre funéraire de la structure mégalithique est circonscrite par 7 orthostates jointés les uns aux autres,. La chambre se présente sous la forme d'un polygone de 2,3 m de long en axe est/ouest pour 2 m de large en axe nord-sud. Un bloc de substratum calcaire (noté « A ») orienté à l'oblique, et qui mesure 170 cm de long, ferme le côté ouest, les sept orthostates venant enceindre les autres parties de la chambre,,. Une dalle, de taille modeste, flanque le bloc de calcaire ouest. L'ensemble des éléments constituant le mégalithe, étaient, lors de leurs excavation, totalement enfouies sous terre, l'extrémité de la chambre se situant à un niveau compris entre 1 et 1,2 m de profondeur. Bien que quelques zones du sous-sol soient légèrement creusées, les sept orthostates ne s'y trouvent pas enfoncés et prennent appui à même le substratum. 
Le fond de la chambre est recouvert d'environ soixante pierres plates de 5 cm d'épaisseur moyenne. Ces pierres, non-taillées, affectent des formes irrégulières. Les plus petites d'entre elles font environ 10 cm de long, les plus grandes s'étendant sur près de 40 cm. Bien que le site funéraire ait été fortement perturbé, il est très probable que la chambre disposait d'un dallage. Ce revêtement devait être initialement constitué d'une seule dalle affectant une forme arrondie et mesurant près de 3 m de diamètre.

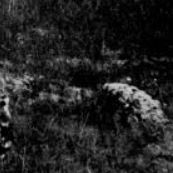
L'un des piliers du péristalithe.

Un fossé de forme circulaire, creusé entre 100 et 120 cm à l'extérieur des orthostates mis au jour a permis l'aménagement de la chambre funéraire. Lors des fouilles des années 1960, seuls deux piliers, l'un situé au nord, le second disposé au sud, restaient encore érigés, leurs formes infléchies correspondant à l'arrondi du fossé. Chacun de ces deux orthostates se trouvaient alors calés par des blocs de pierres,. Les deux piliers (répertoriés « J » et « K ») associés à une troisième pierre dressée et située sur le pourtour de la chambre, constitue très certainement trois des éléments d'un péristalithe,. Ce cercle de pierres dressées et à demi-enterrées, possédait un diamètre d'environ 5 m et entourait la totalité du monument funéraire.
Au total, les blocs constituant le mégalithe sont au nombre de 12 (orthostates inclus). Les douze blocs, chacun inventoriés par des lettres allant de « A » jusqu'à « L », sont formés de roche calcaire de type lacustre associée à de la meulière, la quantité de cette roche siliceuse variant d'un élément mégalithique à un autre. Les éléments mesurent respectivement, en longueur, largeur et épaisseur : « B », 0,70 × 0,70 × 0,20 m ; « C », 1,15 × 0,90 × 0,23 m ; « D », 0,95 × 0,80 × 0,48 m ; « E », 0,90 × 0,95 × 0,30 m ; « F », 0,70 × 0,90 × 0,35 m ; « G », 0,90 × 0,70 × 0,30 m ; « H », 1,35 × 070 × 0,35 m ; « I », 0,40 × 0,80 × 0,12 m ; « J », 1,70 × 1,20 × 0,45 m ; « K », 1 × 0,70 × 0,25 m ; et « L », 3 × 3 × 0,80 m. Le sondage de la zone nord du mégalithe a permis de mettre en évidence une fosse. La fosse (notée « X »), distante d'environ un mètre du bloc J, n'est probablememt pas associée à la structure funéraire. Lors de la mise au jour du dolmem en 1964, seuls l'élément péristalithique J, affleurant à une hauteur de 15 cm ainsi que la partie de la table L, propulsée à une distance de 3 m de son emplacement initial (en raison du dynamitage de 1947), étaient encore visibles.

### Mobilier

#### Mobilier néolithique
Le mobilier funéraire exhumé de la chambre du dolmen est daté du Néolithique récent, phase II,.

##### Industrie osseuse
L'industrie osseuse est représenté par 16 artefacts taillés dans de la dent ou des os d'un faible nombre de type d'espèces : le cerf élaphe, le cheval, le chien, le loup, le mouton et le sanglier.
Le corpus des pièces confectionnées dans de l'os de cerf élaphe se compose d'un mécarpe senestre fragmenté (en coupe proximale), d'un morceau de diaphyse, d'une partie d'andouiller.

##### Objets d'apparat
Le corpus des objets d'apparat est composé de pendentifs, de dents percées, de coquillages et de pièces de colliers conçues en nacre, en os ou encore en calcaire.

#### Mobilier de l'âge du bronze
Les fouilles des années 1960 ont permis de mettre en évidence huit loci (ou « emplacements », chacun contenant une forte concentration de céramiques fragmentées et, dans une moindre mesure, de pièces faites en métal.

### Défunts
Un total de 66 individus — ou, plus précisément, nombre minimum d'individus (NMI) — ont été exhumés au sein de la structure mégalithique,.

### Assemblage faunique
La faune mise en évidence au sein de la structure mégalithique est représentée des par plusieurs classes : les mammifères, les aves, les amphibiens, les reptiles et les poissons. Les différents taxons sont répertoriés selon quatre catégories : la catégorie des animaux « déposés en offrande », qui regroupe des espèces mammaliennes domestiquées ou sauvage ainsi qu'une espèce de poisson ; la catégorie des espèces aviaires ; la catégorie des animaux fouisseurs, incluant lièvre, blaireau, renard, etc. ; et la catégorie des taxons appartenant à la « petite faune » et à la microfaune.

#### Animaux déposés en offrande
Parmi les animaux déposés en offrande, 65 % sont des individus domestiqués, dont 40 % des porcs, 15 % des bœufs, 5 % des chêvres et 5 % des moutons.
| Nom binominal du taxon      | Nom vernaculaire | Nombre de spécimens identifiés (NSIP) | Nombre minimum d'individus (NMI) correspondants |
| Bos taurus                  | Bœuf             | 4                                     | 3                                               |
| Sus domesticus              | Porc             | 52                                    | 8                                               |
| Ovis aries                  | Mouton           | 6                                     | 1                                               |
| Capra hircus                | Chèvre           | 1                                     | 1                                               |
| Cervus elaphus              | Cerf élaphe      | 1                                     | 1                                               |
| Sus scrofa                  | Sanglier         | 2                                     | 2                                               |
| Felis silvestris silvestris | Chat sauvage     | 13                                    | 3                                               |
| Squalius cephalus           | Poisson Chevesne | 2                                     | 1                                               |
| --------------------------- | ---------------- | ------------------------------------- | ----------------------------------------------- |

#### Oiseaux
| Nom binominal du taxon | Nom vernaculaire     | Nombre de spécimens identifiés NSIP | Nombre minimum d'individus (NMI) correspondants |
| Lyrurus tetrix         | Tétras lyre          | 10                                  | 1                                               |
| Turdus merula          | Merle noir           | 16                                  | 1                                               |
| Pica pica              | Pie bavarde          | 5                                   | 1                                               |
| Passer domesticus      | Moineau domestique   | 4                                   | 2                                               |
| Passer domesticus      | Hirondelle de rivage | 1                                   | 1                                               |
| ---------------------- | -------------------- | ----------------------------------- | ----------------------------------------------- |

#### Animaux fouisseurs
| Nom binominal du taxon | Nom vernaculaire | Nombre de spécimens identifiés NSIP | Nombre minimum d'individus (NMI) correspondants |
| Vulpes vulpes          | Renard           | 7                                   | 2                                               |
| Meles meles            | Blaireau         | 53                                  | 2                                               |
| Rupicapra rupicapra    | Lapin de garenne | 2                                   | 1                                               |
| Lepus                  | Lièvre           | 38                                  | 4                                               |
| ---------------------- | ---------------- | ----------------------------------- | ----------------------------------------------- |

#### Petite faune et microfaune
| Nom binominal du taxon | Nom vernaculaire     | Nombre de spécimens identifiés NSIP | Nombre minimum d'individus (NMI) correspondants |
| Erinaceus europaeus    | Hérisson commun      | 1                                   | 1                                               |
| Talpa europaea         | Taupe d'Europe       | 18                                  | 5                                               |
| Crocidura russula      | Musaraigne musette   | 2                                   | 2                                               |
| Microtus arvalis       | Campagnol des champs | 118                                 | 35                                              |
| Apodemus sylvaticus    | Mulot sylvestre      | 52                                  | 8                                               |
| Rana                   | Grenouille           | 75                                  | 16                                              |
| Podarcis muralis       | Lézard des murailles | 1                                   | -                                               |
| ---------------------- | -------------------- | ----------------------------------- | ----------------------------------------------- |

## Nécropole mérovingienne

### Description et caractéristiques de la nécropole
La nécropole mérovingienne se déploie tout autour du dolmen. Chaque tombe a été creusée à même les roches constituant le soubassement géologique du site. La nécropole présente un plan au sol en forme de quadrilatère et recouvre une surface totale de 550 m2, l'aire de la structure mégalithique incluse. Le complexe funéraire mesure une longueur de 25 m, orientée selon un axe est-sud-est, pour une largeur de 22 m, orientée selon un axe ouest-nord-ouest,. Le cimetière compte près de 200 tombes et n'est pas, comme la plupart des autres complexes funéraires mis au jour en Touraine, classé dans la catégorie des « grandes nécropoles » (plus de 1 000 sépultures). Environ 80 % de la nécropole ont été explorés, cette partie comprenant 125 tombes. Les 20 % restants, situés dans la partie nord-est du cimetière alte-médiéval, forment un large ruban de 17 × 7 m. Cette zone non fouillée comporterait une quarantaine de sépultures.

### Mobilier funéraire
Sur la totalité des tombes, seules quatre — les tombes inventoriées no 15, no 17, no 23 et no 69 — ont fourni un mobilier ayant appartenu au défunt et ce, sans aucune ambiguïté. La sépulture no 15 a délivré une bague sertie d'un chaton en forme de cercle plat et agrémenté de deux motifs latéraux trilobés. Le pourtour du chaton est également décoré de motifs denticulés. Un « S » barré d'un trait rectiligne est au centre de la pièce sertie,. Lors de sa découverte, le bijou était encore porté au doigt du défunt.
L'excavation de la sépulture no 17 a permis de révéler une fibule munie d'une anse. L'objet, comportant un axe de symétrie, est composé de deux parties plates en forme de triangle jointes par un élément central d'aspect bombé. La fibule ansée mesure 6,3 cm de long et chaque partie triangulaire est décorée de trois motifs incisés affectant la forme d'une ocelle,. La pièce de parure a été retrouvée sous le crâne du défunt.
La sépulture no 23 a délivré une bague dont le chaton est allongé. L'élément serti est gravé de décors serpentiformes,. Le bijou mérovingien a été mis en évidence alors qu'il ceignait encore l'une des phalanges de l'individu inhumé.
L'exploration de la sépulture 69 a permis de mettre au jour une bague dont l'anneau se présente sous forme de ruban,. La pièce, retrouvée au doigt du défunt, est ornée d'un croisillon, gravée de points et de motifs à coupes transversales et longitudinale,.

### Défunts
Au total, squelettes de 112 défunts (NMI), ont été recueillis lors des fouilles de la nécropole mérovingienne,.